# Toronaeus virens
Toronaeus virens là một loài bọ cánh cứng trong họ Cerambycidae.